# 埃爾皮卡喬 (歐拉區)
埃爾皮卡喬（西班牙語：El Picacho），是巴拿馬的城鎮，位於該國中部，由科克萊省的歐拉區負責管轄，面積29.7平方公里，海拔高度377米，2010年人口331，人口密度每平方公里11.1人。